# Yeshe De
Yeshe De (ཡེ་ཤེས་སྡེ, Wylie: ye shes sde; anche  Ye śes sde), noto anche come སྣ་ནམ་ཡེ་ཤེས་སྡེ་ sNa-nam ye-shes sde (pr.: Nanam Yeshe De) e come ཞང་གི་བྷན་དྷེ་ཡེ་ཤེས་སྡེ་ Zhang gi bhan dhe Ye-shes sDe (Zhang Yeshe De) (fl. VIII-IX secolo) è stato un monaco buddhista tibetano che visse tra la fine dell'VIII secolo e l'inizio del IX secolo.
Fu monaco buddhista tibetano, traduttore (lotsawa) dal sanscrito al tibetano di oltre duecento opere, saggista e discepolo di Padmasambhava.
Nato nella famiglia tibetana dei Jang (Byan), fu inviato in India da Trhisong Detsen ad apprendere il sanscrito per poter tradurre i testi necessari all'introduzione del Buddismo in Tibet.
Tra i suoi saggi il lTa-ba'i khyad-par (Differenze nelle dottrine), trovato poi agli inizi del Novecento nelle Grotte di Mogao, dove descrive, con sorprendente competenza e con citazioni da numerosissime opere sanscrite, le varie scuole di buddismo allora conosciute in Tibet, e dove risalta l'importanza della tradizione Cittamātra-Madhyamaka distinguendola dalla Sautrantika-Madhyamaka .

## Traduzioni
Tra le sue più importanti traduzioni, stupefacenti per la precisione pur essendo state composte un secolo prima che le regole di traduzione dal sanscrito al tibetano fossero formalizzate :
- Vajracchedikā Prajñāpāramitā, Derge bKa' 'gyur ka 121a1-132b7 (con Śīlendrabodhi).
- Kāśyapaparivarta, Derge bKa' 'gyur cha 119b1-151b7 (con Jinamitra e Śīlendrabodhi).
- Sthaviropanimantraṇa
- Kāraṇḍhavyūha-sūtra [8]

Quest'ultima opera fu fondamentale per l'introduzione in Tibet del mantra Oṃ Maṇi Padme Hūṃ e il culto di Avalokiteśvara, che avrebbero avuto esito duraturo nel formare la religiosità e la cultura tibetana in tutti i secoli successivi.